# Trachyandra triquetra
Trachyandra triquetra är en grästrädsväxtart som beskrevs av Mats Thulin. Trachyandra triquetra ingår i släktet Trachyandra och familjen grästrädsväxter. Inga underarter finns listade i Catalogue of Life.